# Saaringen

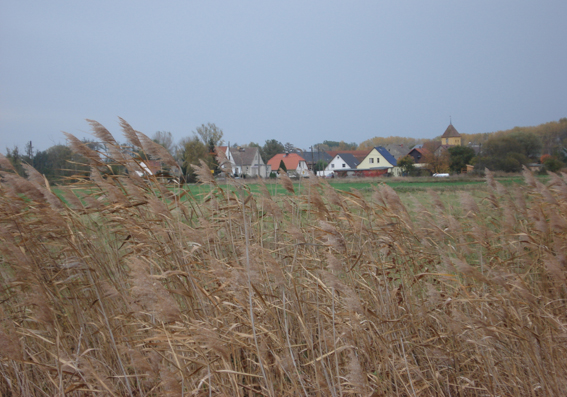
Das Dorf Saaringen im Landschaftsschutzgebiet

Saaringen ist ein Wohnplatz des Ortsteils Klein Kreutz/Saaringen von Brandenburg an der Havel im Land Brandenburg mit 73 Einwohnern (Stand: 31. März 2016).

## Geographie

### Lage

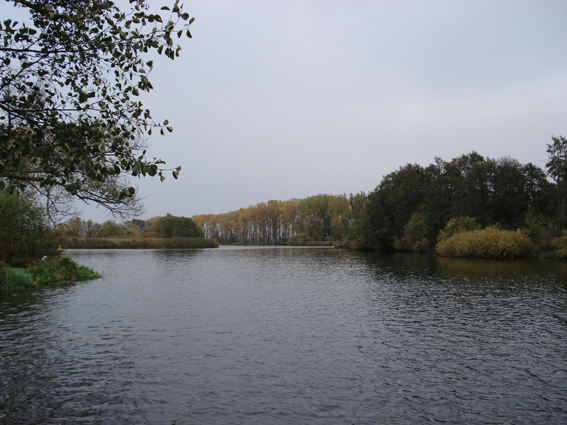
Die Havel bei Saaringen mit den Inseln Großes Ohr rechts und Köhninge links von der Bildmitte

Saaringen befindet sich etwa 500 m südöstlich der Landesstraße L 91 zwischen den Dörfern Klein Kreutz (Ortsteil von Brandenburg an der Havel) und Weseram, am nördlichen Havelufer. Der Ort liegt den Havelinseln Großes Ohr und Köhninge gegenüber, die möglicherweise erst nach Flussbettbegradigungen (Durchstich von Flussmäandern) entstanden sind. Der Ort liegt im Landschaftsschutzgebiet Brandenburger Osthavelniederung, wobei die bebaute Ortsfläche aus dem LSG ausgespart ist. Saaringen lag an der Bahnstrecke Röthehof–Brandenburg Krakauer Tor.

## Geschichte

### Name
Der Ort wurde 1320 erstmals urkundlich als Sarringe, als der brandenburgische Bischof Johannes von Thuchem das Dorf dem Domstift überschrieb. Die Bedeutung des möglicherweise slawischen Namens ist unklar.
Eine wahrscheinliche Deutung bezieht sich auf das slawische „za rekoi“, welches mit „hinter dem Fluss gelegen“ übersetzt werden kann. (Siehe entsprechend auch Ziesar – „za jesero“ = „hinter dem See“, von Magdeburg her gesehen).

Andere Autoren ziehen die Möglichkeit in Betracht, dass „... es sich hier um die Umgestaltung eines slawischen Namens, der vielleicht mit (dem) altpolabischen „*žar“ = „Glut, Hitze“ (vgl. russ. жара = „Hitze“) zu verbinden ist ...“, handeln könnte.

### Siedlungstyp und -entstehung
Der Ort ist kein Durchgangsdorf. Die nach Saaringen mündende Zweigstraße der L91 endet im Dorfe und lässt es als Rundplatzdorf oder Rundling erscheinen. Diese Siedlungsform wird als typisch westslawisch beschrieben (siehe Rundling).
Das Dorf entstand aus einer slawischen Burganlage der zweiten Hälfte des 9. Jahrhunderts, die um das Jahr 890 mit einer 10 m breiten und 4,5 m hohen Befestigungsanlage geschützt war und ziemlich präzise das heutige Dorf umschließt. Die Befestigungsanlagen wurden jedoch nach relativ kurzer Zeit (10 bis 30 Jahre) durch einen Brand so stark in Mitleidenschaft gezogen, dass man sie einebnete und das Dorf als unbefestigte Siedlung weiter bewohnte.

### Verwaltung
Saaringen gehörte seit dem Mittelalter zum Havelländischen Kreis der Mittelmark (Kurmark Brandenburg). Seit der Gründung der Provinz Brandenburg 1815 gehörte der Ort zum Kreis Westhavelland und kam 1952 zum Kreis Brandenburg-Land. Am 1. Januar 1957 wurde Saaringen als Ortsteil in die Gemeinde Klein Kreutz eingemeindet. Diese Gemeinde wurde am 6. Dezember 1993 wiederum in die kreisfreie Stadt Brandenburg an der Havel eingemeindet, wo sie als Ortsteil Klein Kreutz/Saaringen zum Stadtteil Dom gehört.

## Kirche

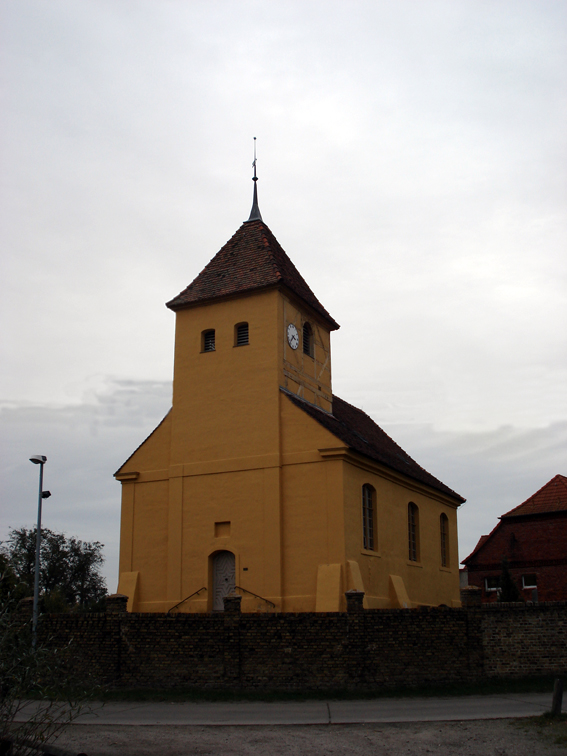
Die Kirche von Saaringen

Sehenswert ist die Kirche, die 1796 errichtet wurde. 1997 stellte die Kirchengemeinde einen Antrag auf Streichung der Kirche von der Denkmalliste. Das Gebäude war baufällig und die Kirchengemeinde sah sich nicht in der Lage, es zu erhalten. Es bildete sich ein örtlicher Förderverein zur Rettung. Durch Spenden, Arbeitsbeschaffungsmaßnahmen und Fördermittel der Deutschen Stiftung Denkmalschutz konnte das Gebäude restauriert werden.